# Hof van Oensel

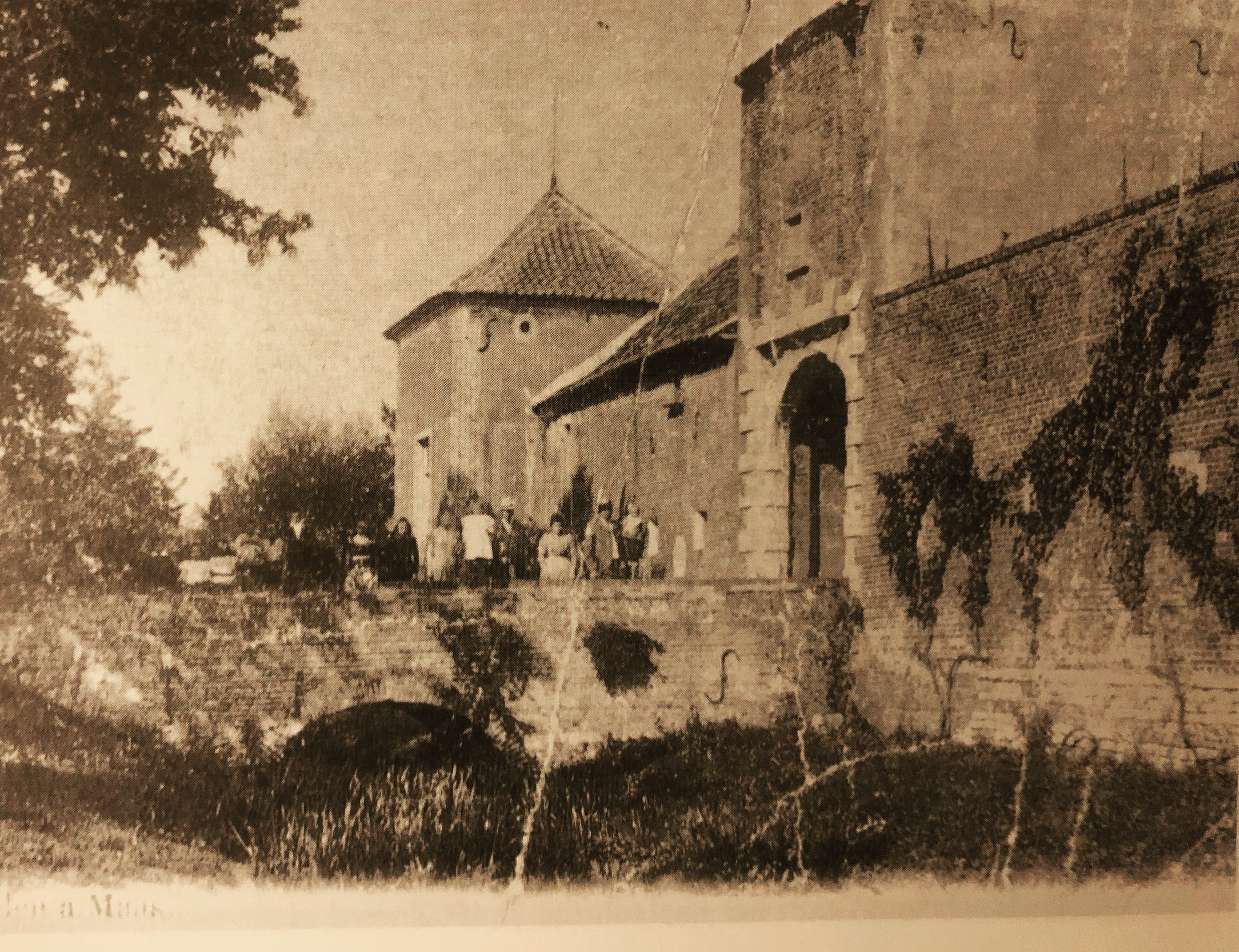
Het Hof van Oensel begin 20ste eeuw

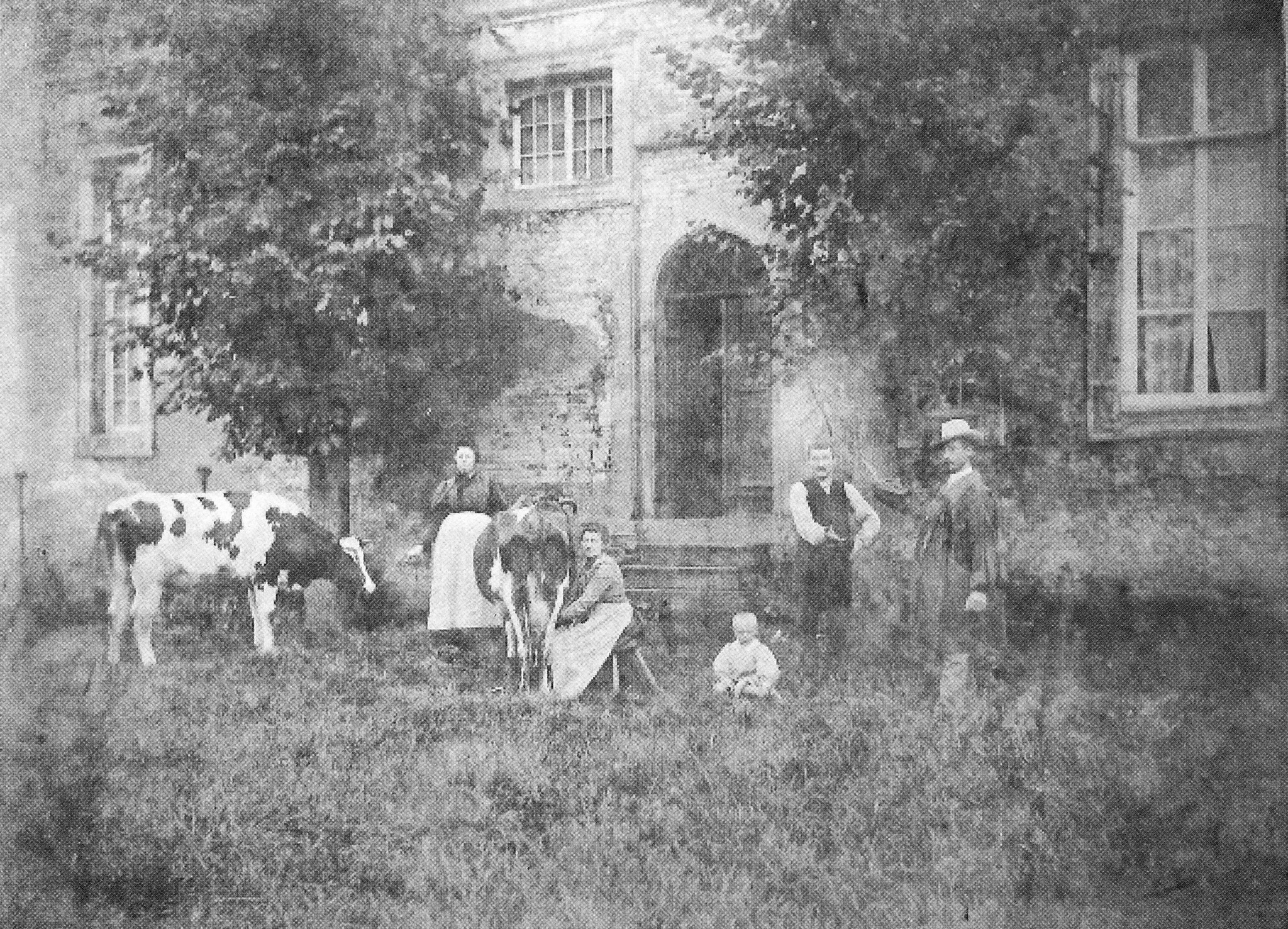
Binnenhof van het kasteel rond 1905

Het Hof van Oensel of het Kasteel Oensel was een kasteel te Mechelen-aan-de-Maas (Maasmechelen). Het kasteel bevond zich in het gebied tussen de huidige Heirstraat, Parklaan en Dokter Haubenlaan. Het was de residentie van de proosten van Sint-Servaas te Maastricht, heren van het dorp. Het kasteel verviel in de loop van de 19de eeuw en verdween op het einde van de eeuw.

## Historiek
Mechelen-aan-de-Maas behoorde sinds de vroege middeleeuwen tot de elf banken van Sint-Servaas, die allemaal bezit waren van het kapittel van Sint-Servaas. Het kapittel inde de belastingen in al deze dorpen en zorgde voor de rechtspraak. De inkomsten uit twee banken, Mechelen en Tweebergen, waren bestemd voor de proost, het hoofd van het kapittel, die met name de zakelijke belangen behartigde.
De oudste vermelding van de benaming ‘Hof van Oensel’ dateert uit 1433 in stukken van het Sint-Servaaskapittel betreffende de jaarcijns.
In het begin van de Tachtigjarige Oorlog stak Willem van Oranje in de nacht van 5 op 6 oktober 1568 de Maas bij Stokkem over om Maastricht op de Spanjaarden te veroveren. Tijdens deze eerste invasie van Oranje verwoestte de oprukkende troepenmacht het kasteel en een deel van het dorp. In 1593 kocht Guillaume Bex het kasteel met de boomgaard en 45 bunder land. Bex was schatbewaarder van de prins-bisschop van Luik en in 1605 en 1610 was hij telkens voor één jaar burgemeester van de stad Luik. Zijn dochter, Françoise Bex, huwde met Jacques Curtius, de oudste zoon van Jean Curtius. Jean Curtius was een befaamde wapenhandelaar tijdens de Tachtigjarige Oorlog. 
Arnold de Gilteau kwam als drossaard van Mechelen-aan-de-Maas in 1645 met zijn moeder in het kasteel wonen. Zijn broer Barthel, kolonel in het leger van de hertog van Lotharingen, bracht in 1649 zijn troepen die van het kasteel van Stein verjaagd werden, onder bij zijn moeder op het kasteel te Mechelen-aan-de-Maas. Karel IV van Lotharingen was in 1633 door Richelieu uit Frankrijk gezet en van zijn hertogdom beroofd. Hij verhuurde dan zijn troepen in 1635 aan het Spaanse Gouvernement te Brussel. Door de vrede van Munster in 1648 kreeg hij zijn hertogdom niet terug en vanuit Brussel kreeg hij van de Spanjaarden geen soldij meer voor zijn troepen. In 1649 terroriseerden zij het dorp en de omgeving vanuit het kasteel van Mechelen-aan-de-Maas. Op twee maanden tijd stierven 80 personen door mishandeling, honger of gebrek. Pastoor Bloemendaal schrijft dat de soldaten "grote schade hebben aangericht en grote miserie hebben gebracht, zodat er veel mensen stierven." De proost van het kapittel van Sint-Servaas, Nicolaas de Micault, stelde Barthel de Gilteau en diens moeder verantwoordelijk voor het leed van de inwoners. Barthel vluchtte daarop naar Luik en liet zijn troepen in de steek. In 1652 verkocht hij het kasteel aan Frederik Magnus van Salm, Rijngraaf en gouverneur van Maastricht. De onrusten duurden tot 1653, totdat Frederik Magnus zijn eigen kasteel met een sterk commando bestormde en innam.
Proost Arnold Hyacinth van Wynants kocht het kasteel in 1723 van de erfgenamen van de prins van Salm. Hij woonde tot aan zijn dood in 1733 op zijn kasteel en richtte er een kamer in als kapel. In 1728 brak hij het achterste deel van het kasteel af en richtte er een nieuw huis op. De grafsteen van Arnold Hyacinth van Wynants is nog steeds zichtbaar op het historisch kerkhof van Mechelen-aan-de-Maas.
Na de Franse Revolutie werd Mechelen-aan-de-Maas geannexeerd door Frankrijk en het kapittel van Sint-Servaas en de proostdij afgeschaft. De goederen werden geconfisqueerd door de Directie der Nationale Domeinen. In de loop van 19de eeuw vervielen de gebouwen meer en meer.
In 1854 werden langs de Heirstraat en de Dokter Haubenlaan (toen nog de Dorpsstraat genaamd) twee lange muren langs de boomgaard gebouwd. In 1904 werd het kasteel aan Salomon Goldstein uit Brussel en Salomon Wolff uit Sittard verkocht. Kort daarna nam Wolff het aandeel van zijn oom, Goldstein, over. Zijn zus Bertha Wolff en haar echtgenoot bouwden met bakstenen van het kasteel een nieuwe woning op het kasteeldomein aan de Dokter Haubenlaan. Deze woning bestaat nog en is thans Dokter Haubenlaan nummer 33. Wat er nog van het kasteel overbleef werd in 1909 afgebroken. Bij de afbraak werd op de eerste verdieping in de schoorsteen een zak gevonden met daarin zilverstukken en een kleiner zakje met goudmunten.
Enkele straten die vandaag de dag door het oude kasteeldomein lopen, dragen nog namen die verwijzen naar het verdwenen Hof van Oensel: de Kasteelstraat, de Parklaan, de Proosdijstraat en de Oenselstraat. 

## Galerij

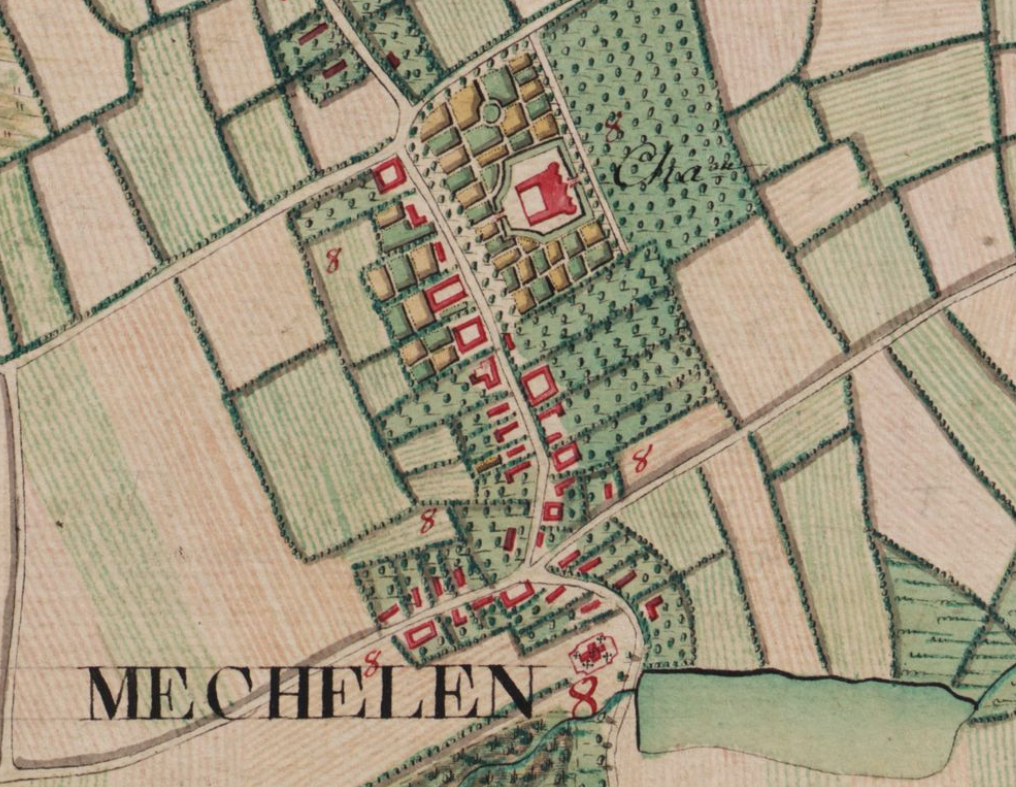
Hof van Oensel op de Ferrariskaart (1771-1778) onder de naam 'Château'
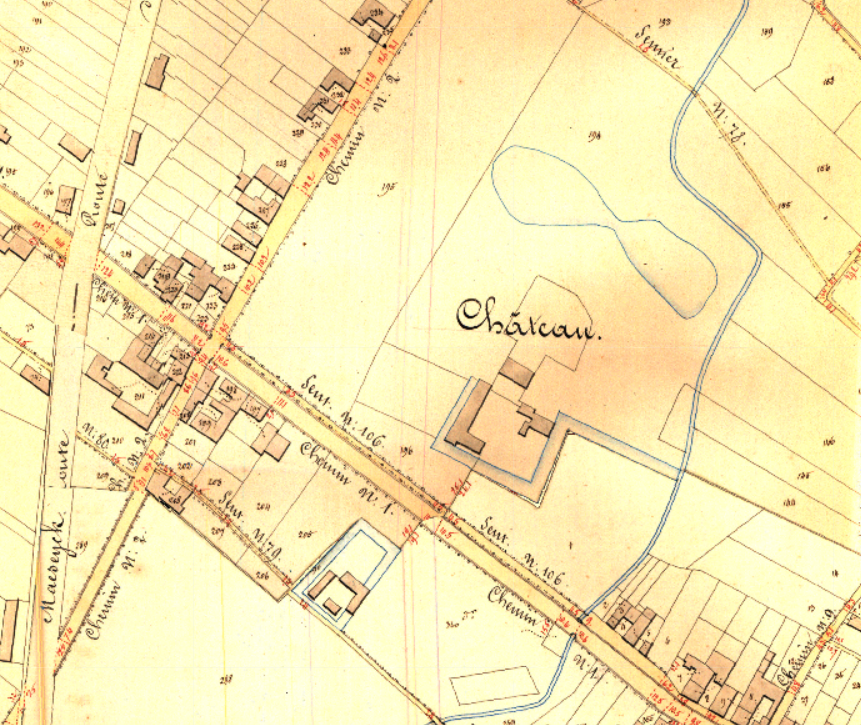
Hof van Oensel in de Atlas der Buurtwegen (1841) onder de naam 'Château'
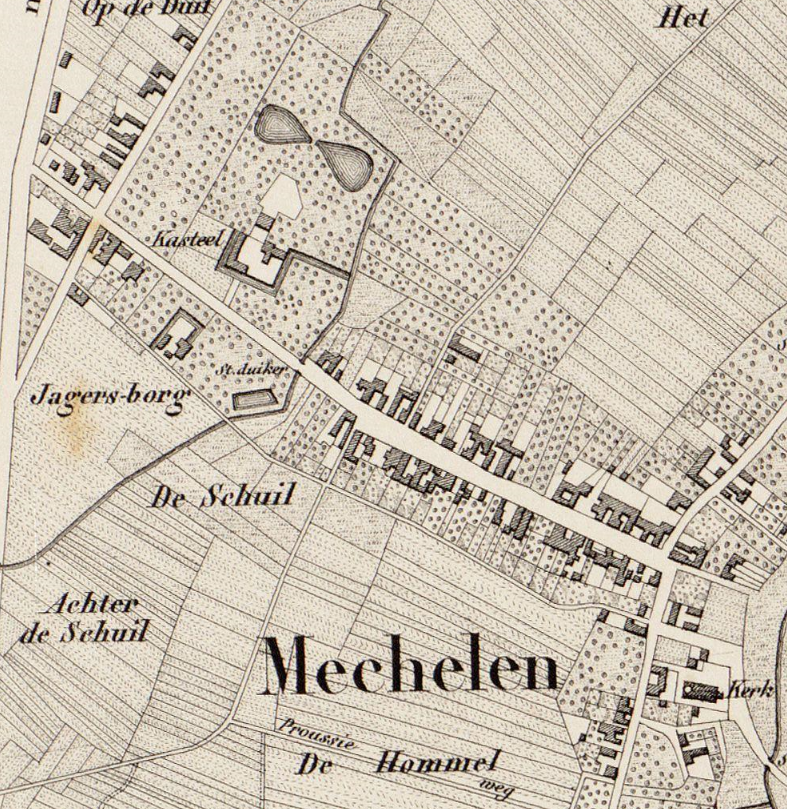
Hof van Oensel op de Maaskaarten van de Rijkswaterstaat (1847) onder de naam 'kasteel'
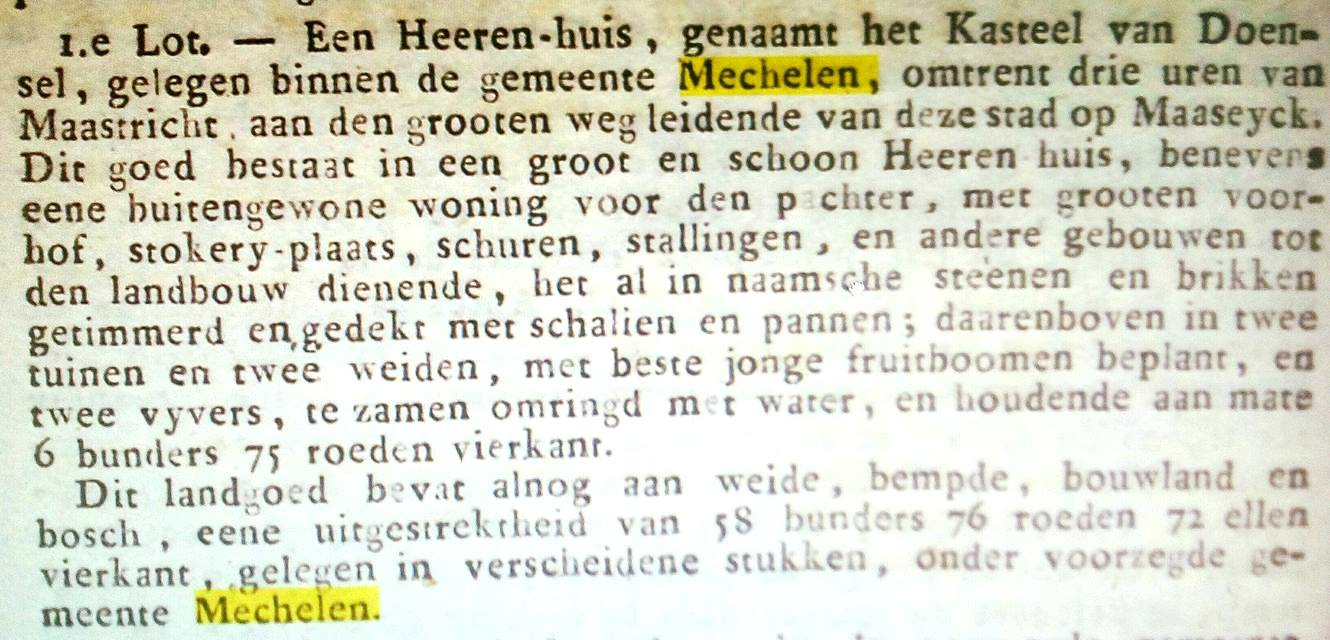
aankondiging gerechtelijke verkoop van het kasteel en de omliggende landerijen in "Journal de Limbourg" van 25 juli 1824.
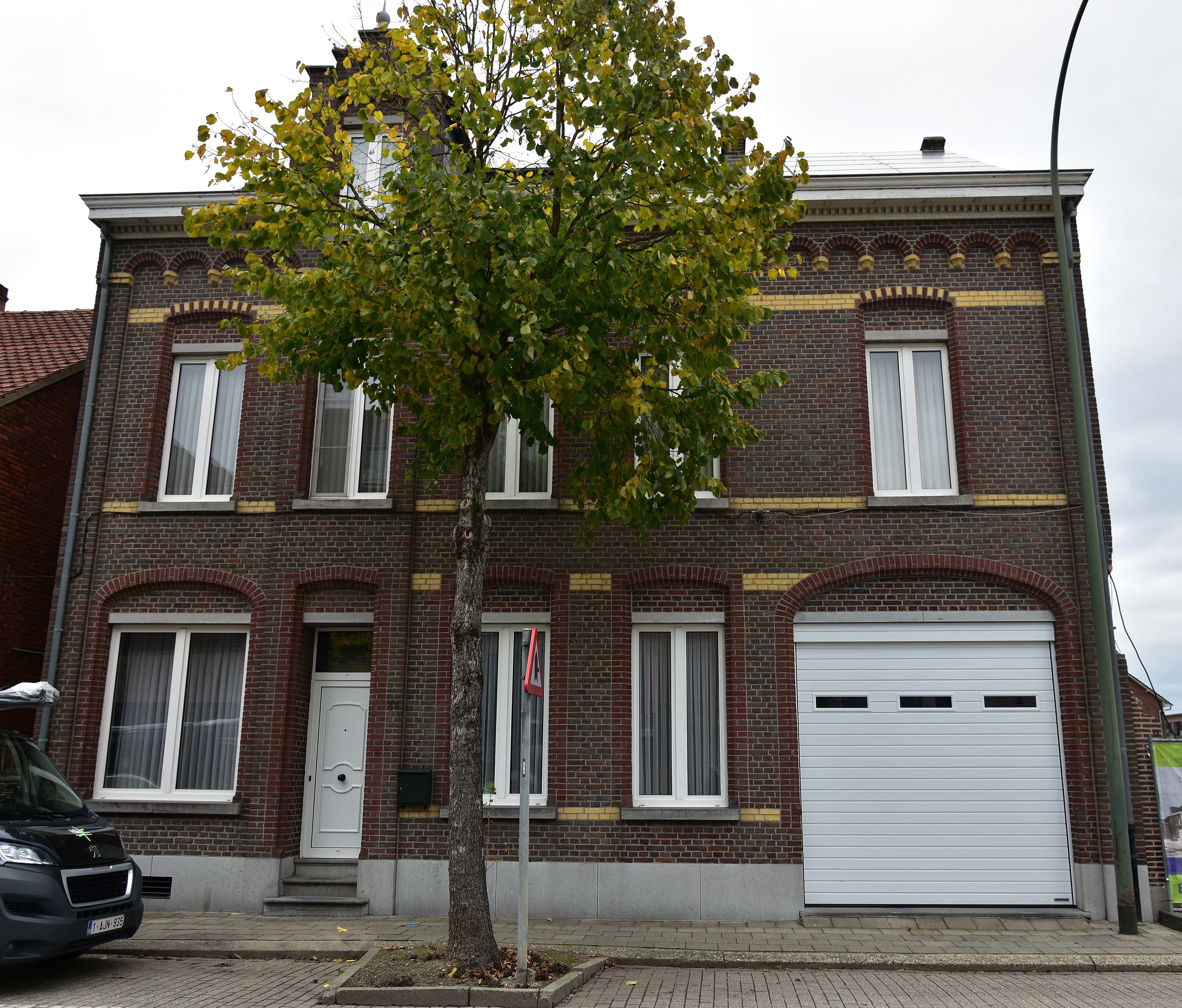
Dokter Haubenlaan 33